# Avisi Alfonz portugál királyi herceg
Avisi Alfonz (Lisszabon, 1475. május 18. – 1491. július 13.) portugál királyi herceg.
II. János portugál király és Viseui Eleonóra egyetlen gyermekeként és egyetlen fiaként, a portugál trón egyetlen fiúörököseként.
Apai nagyszülei: V. Alfonz portugál király és Coimbrai Izabella infánsnő
Anyai nagyszülei: I. Ferdinánd viseui herceg és Portugáliai Beatrix infánsnő
Alfonz nagyapja, V. Alfonz portugál király Juana la Beltraneja mellé állt a kasztíliai-leóni koronáért folytatott trónviszály kapcsán, ugyanis az asszony saját magát tartotta a királyságok jogos uralkodójának apja, IV. Henrik kasztíliai király halála után. A királynői hatalmat végül Izabella infánsnő ragadta magához 1474-ben, aki Henrik féltestvére volt.
(Joanna trónigényének legitimitását sokan kétségbe vonták, mivel szerintük neki nem is Henrik volt a vér szerinti édesapja, ráadásul hivatalosan a király először még Izabellát nevezte meg trónutódjaként.)
1475. május 30-án a 43 éves V. Alfonz nőül vette pártfogoltját, a mindössze 13 esztendős Beltraneja Johannát, mivel a király is Kasztília és León trónjára áhítozott, s új felesége trónigénye révén akarta azt megszerezni magának. (Alfonz egyszer már volt nős, első felesége Coimbrai Izabella infánsnő volt 1447. május 6. és 1455. december 2. között. Izabella 23 évet élt, s három gyermekkel ajándékozta meg férjét, Juan-nal, Johannával és Jánossal.)
A trónharc 1479-ben végül I. Izabella kasztíliai-leóni királynő és férje, Ferdinánd király győzelmével végződött, s az uralkodónő eltervezte, hogy legidősebb leánya, Izabella infánsnő majd V. Alfonz unokájához, Alfonz herceghez fog nőül menni, így elsimítva a két királyság közötti diplomáciai ellentéteket. Juana la Beltraneja nem szült gyermeket férjének, V. Alfonznak házasságuk 6 éve alatt. V. Alfonz 1481-ben halt meg, Johanna pedig többé nem ment férjhez. 1530-ban halt meg.
1490-ben a csupán 15 esztendős Alfonz herceg feleségül vette a 19 éves Aragóniai Izabella kasztíliai királyi hercegnőt, s bár a frigy már egy előre eltervezett politikai lépés volt, a két fiatal hamar egymásba szeretett. Épp emiatt volt hatalmas érzelmi megrázkódtatás Izabella számára, mikor fiatal férje 1491. július 13-án, 16 évesen, egy lovasbalesetben meghalt. Gyermekük sajnos nem született. 
Az özvegy hercegnőt apósa, II. János király hazaküldte szüleihez, Kasztíliába, s Izabella megfogadta, többé nem megy férjhez, s inkább belép egy zárdába. Döntését azonban nem fogadta el Izabella királynő és Ferdinánd király, s 1497-ben ismét kiházasították gyászoló leányukat. Ezúttal a 28 éves I. Mánuel portugál király lett az asszony hitvese, így hét év után Izabella végül mégis királyné lehetett. (Mánuel a néhai Alfonz herceg nagybátyja volt, s II. János király unokatestvére, így amikor Alfonz váratlanul elhunyt, s nem volt több fiúörököse a portugál trónnak, János Mánuelt nevezte meg utódjának.)
II. Jánost nagyon megviselte egyetlen fia elvesztése, nem csak azért mert állítólag rajongva szerette őt, hanem mert a király azt remélte, fiából egy nap majd nem csak Portugália, hanem Kasztília és León királya is válhat. (Ez azért lett volna így, mivel Izabella királynő egyetlen fia, János infáns halálával Alfonz herceg neje, Izabella lett a kasztíliai trón első számú várományosa 1497-ben.)
Alfonz herceg halálakor apja, II. János megpróbálta elfogadtatni népével fattyú fia, az akkor 10 éves Jorge coimbrai herceg trónutódlását, ám a dologból végül nem lett semmi.
I. Mánuel és Izabella infánsnő frigyéből 1498. augusztus 23-án fiúgyermek született, Mihály trónörökös, aki sajnos csak 1500. július 19-ig élt. Izabella gyermekágyi lázban halt meg, fia születése után 5 nappal. I. Mánuel ezután még kétszer nősült, 1501-ben Aragóniai Máriát, 1518-ban pedig Ausztriai Eleonórát vette nőül.
| Előző Portugáliai János | Portugália trónörököse 1481 – 1491 | Következő Portugáliai Mánuel |